# Listă de filme americane din 1926
Aceasta este o listă de filme americane din 1926:

## A
| Titlu                   | Regizor(i)                    | Distribuția                                    | Gen        | Note           |
| ----------------------- | ----------------------------- | ---------------------------------------------- | ---------- | -------------- |
| 3 Bad Men               | John Ford                     | George O'Brien, Olive Borden                   | Western    | Fox Film       |
| 30 Below Zero           | Lambert Hillyer               | Buck Jones, Eva Novak, Paul Panzer             | Drama      | Fox Film       |
| Ace of Action           | William Bertram               | Hal Taliaferro, Alma Rayford                   | Western    | Independent    |
| The Ace of Cads         | Luther Reed                   | Adolphe Menjou, Alice Joyce                    | Romance    | Paramount      |
| Across the Pacific      | Roy Del Ruth                  | Monte Blue, Jane Winton, Myrna Loy             | Adventure  | Warner Bros.   |
| The Adorable Deceiver   | Phil Rosen                    | Alberta Vaughn, Frank Leigh                    | Comedy     | FBO            |
| Almost a Lady           | E. Mason Hopper               | Marie Prevost, Harrison Ford, George K. Arthur | Comedy     | PDC            |
| Aloma of the South Seas | Charles R. Bowers, Bud Fisher | Gilda Gray, Warner Baxter, Percy Marmont       | Comedy     | Paramount      |
| The Amateur Gentleman   | Sidney Olcott                 | Richard Barthelmess, Dorothy Dunbar            | Historical | First National |
| The American Venus      | Frank Tuttle                  | Esther Ralston, Edna May Oliver, Louise Brooks | Comedy     | Paramount      |
| April Fool              | Nat Ross                      | Duane Thompson, Mary Alden                     | Comedy     | Independent    |
| The Arizona Streak      | Robert De Lacey               | Tom Tyler, Frankie Darro                       | Western    | FBO            |
| Arizona Sweepstakes     | Clifford Smith                | Hoot Gibson, Helen Lynch, Philo McCullough     | Western    | Universal      |
| Atta Boy                | Edward H. Griffith            | Monty Banks, Virginia Bradford                 | Comedy     | Pathé Exchange |
| The Auction Block       | Hobart Henley                 | Charles Ray, Eleanor Boardman, Sally O'Neil    | Comedy     | MGM            |

## B
| Titlu                           | Regizor(i)                    | Distribuția                                              | Gen               | Note           |
| ------------------------------- | ----------------------------- | -------------------------------------------------------- | ----------------- | -------------- |
| Bachelor Brides                 | William K. Howard             | Rod La Rocque, Eulalie Jensen                            | Romantic comedy   | PDC            |
| Bad Man's Bluff                 | Alan James                    | Jay Wilsey, Molly Malone                                 | Western           | Independent    |
| The Baited Trap                 | Stuart Paton                  | Ben F. Wilson, Neva Gerber                               | Western           | Independent    |
| The Bandit Buster               | Richard Thorpe                | Buddy Roosevelt, Molly Malone                            | Western           | Rayart         |
| Bardelys the Magnificent        | King Vidor                    | John Gilbert, Eleanor Boardman                           | Romantic drama    | MGM            |
| The Barrier                     | George W. Hill                | Lionel Barrymore, Marceline Day                          | Drama             | MGM            |
| The Bat                         | Roland West                   | Tullio Carminati, Jewel Carmen, Louise Fazenda           | Mystery, Thriller | United Artists |
| Battling Butler                 | Buster Keaton                 | Buster Keaton, Sally O'Neil                              | Comedy            | MGM            |
| Beau Geste                      | Herbert Brenon                | Ronald Colman, Neil Hamilton                             | Swashbuckler      | Paramount      |
| The Beautiful Cheat             | Edward Sloman                 | Laura La Plante, Harry Myers                             | Comedy            | Universal      |
| Behind the Front                | A. Edward Sutherland          | Wallace Beery, Raymond Hatton, Mary Brian                | War comedy        | Paramount      |
| The Belle of Broadway           | Harry O. Hoyt                 | Betty Compson, Herbert Rawlinson                         | Romance           | Columbia       |
| The Bells                       | James Young                   | Lionel Barrymore, Caroline Frances Cooke                 | Crime Thriller    | Independent    |
| Bertha, the Sewing Machine Girl | Irving Cummings               | Madge Bellamy, Anita Garvin                              | Drama             | Fox Film       |
| The Better Man                  | Scott R. Dunlap               | Richard Talmadge, Ena Gregory                            | Comedy            | FBO            |
| The Better 'Ole                 | Charles Reisner               | Sydney Chaplin, Doris Hill                               | Comedy            | Warner Bros.   |
| The Better Way                  | Ralph Ince                    | Dorothy Revier, Ralph Ince                               | Comedy            | Columbia       |
| Beverly of Graustark            | Sidney Franklin               | Marion Davies, Antonio Moreno                            | Comedy            | MGM            |
| Beyond All Odds                 | Alan James                    | Eileen Sedgwick, Lew Meehan                              | Drama             | Chesterfield   |
| Beyond the Rockies              | Jack Nelson                   | Bob Custer, Eugenia Gilbert, David Dunbar                | Western           | FBO            |
| Beyond the Trail                | Albert Herman                 | Bill Patton, Stuart Holmes, Clara Horton                 | Western           | Chesterfield   |
| Bigger Than Barnum's            | Ralph Ince                    | Ralph Lewis, Viola Dana                                  | Drama             | FBO            |
| Black Paradise                  | Roy William Neill             | Madge Bellamy, Leslie Fenton, Edmund Lowe                | Adventure         | Fox Film       |
| The Black Pirate                | Albert Parker                 | Douglas Fairbanks, Billie Dove                           | Swashbuckler      | United Artists |
| The Blackbird                   | Tod Browning                  | Lon Chaney, Owen Moore                                   | Drama             | MGM            |
| Blarney                         | Marcel De Sano                | Renée Adorée, Ralph Graves, Paulette Duval               | Comedy            | MGM            |
| The Blind Goddess               | Victor Fleming                | Jack Holt, Esther Ralston                                | Drama             | Paramount      |
| The Blonde Saint                | Sven Gade                     | Lewis Stone, Doris Kenyon, Gilbert Roland                | Adventure         | First National |
| Bluebeard's Seven Wives         | Alfred Santell                | Ben Lyon, Lois Wilson, Blanche Sweet                     | Comedy            | First National |
| Blue Blazes                     | Joseph Franz, Milburn Morante | Pete Morrison, Jim Welch                                 | Western           | Universal      |
| The Blue Eagle                  | John Ford                     | George O'Brien, Janet Gaynor                             | Action            | Fox Film       |
| The Blue Streak                 | Noel M. Smith                 | Richard Talmadge, Louise Lorraine                        | Western           | FBO            |
| La Bohème                       | King Vidor                    | Lillian Gish, John Gilbert, Renée Adorée                 | Drama             | MGM            |
| The Bonanza Buckaroo            | Richard Thorpe                | Jay Wilsey, Lafe McKee                                   | Western           | Independent    |
| The Boob                        | William A. Wellman            | Gertrude Olmstead, George K. Arthur, Joan Crawford       | Comedy            | MGM            |
| The Border Sheriff              | Robert N. Bradbury            | Jack Hoxie, Olive Hasbrouck                              | Western           | Universal      |
| The Border Whirlwind            | John P. McCarthy              | Bob Custer, Josef Swickard                               | Western           | FBO            |
| Born to Battle                  | Robert De Lacey               | Tom Tyler, Jean Arthur                                   | Western           | FBO            |
| Born to the West                | John Waters                   | Jack Holt, Margaret Morris, Raymond Hatton               | Adventure         | Paramount      |
| The Boy Friend                  | Monta Bell                    | Marceline Day, John Harron                               | Drama             | MGM            |
| Bred in Old Kentucky            | Edward Dillon                 | Viola Dana, Jed Prouty                                   | Sports            | FBO            |
| Breed of the Sea                | Ralph Ince                    | Margaret Livingston, Dorothy Dunbar                      | Adventure         | FBO            |
| Bride of the Storm              | J. Stuart Blackton            | Dolores Costello, Tyrone Power Sr                        | Adventure         | Warner Bros.   |
| Broadway Billy                  | Harry Joe Brown               | Billy Sullivan, Virginia Brown Faire                     | Action            | Rayart         |
| The Broadway Boob               | Joseph Henabery               | Glenn Hunter, Antrim Short                               | Comedy            | Independent    |
| The Broadway Gallant            | Noel M. Smith                 | Richard Talmadge, Clara Horton                           | Action            | FBO            |
| Broken Hearts of Hollywood      | Lloyd Bacon                   | Patsy Ruth Miller, Louise Dresser, Douglas Fairbanks Jr. | Comedy drama      | Warner Bros.   |
| Brooding Eyes                   | Edward LeSaint                | Lionel Barrymore, Ruth Clifford, Montagu Love            | Crime             | Independent    |
| The Brown Derby                 | Charles Hines                 | Johnny Hines, Ruth Dwyer                                 | Comedy            | First National |
| Brown of Harvard                | Jack Conway                   | William Haines, Jack Pickford, Mary Brian                | Sports drama      | MGM            |
| The Buckaroo Kid                | Lynn Reynolds                 | Hoot Gibson, Ethel Shannon                               | Western           | Universal      |
| Bucking the Truth               | Milburn Morante               | Pete Morrison, Bruce Gordon                              | Western           | Universal      |
| Butterflies in the Rain         | Edward Sloman                 | Laura La Plante, James Kirkwood, Dorothy Cumming         | Comedy            | Universal      |

## C
| Titlu                       | Regizor(i)          | Distribuția                                    | Gen          | Note           |
| --------------------------- | ------------------- | ---------------------------------------------- | ------------ | -------------- |
| The Call of the Klondike    | Oscar Apfel         | Gaston Glass, Dorothy Dwan                     | Western      | Rayart         |
| The Call of the Wilderness  | Jack Nelson         | Edna Marion, Lewis Sargent                     | Western      | Chesterfield   |
| Camille                     | Fred Niblo          | Norma Talmadge, Gilbert Roland, Lilyan Tashman | Drama        | First National |
| The Campus Flirt            | Clarence G. Badger  | Bebe Daniels, James Hall                       | Comedy       | Paramount      |
| The Canadian                | William Beaudine    | Thomas Meighan, Wyndham Standing               | Drama        | Paramount      |
| The Canyon of Light         | Benjamin Stoloff    | Tom Mix, Dorothy Dwan, Barry Norton            | Western      | Fox Film       |
| A Captain's Courage         | Louis Chaudet       | Ashton Dearholt, Dorothy Dwan                  | Drama        | Rayart         |
| The Carnival Girl           | Cullen Tate         | Marion Mack, Gladys Brockwell, Frankie Darro   | Drama        | Independent    |
| The Cat's Pajamas           | William A. Wellman  | Betty Bronson, Ricardo Cortez                  | Comedy       | Paramount      |
| The Caveman                 | Lewis Milestone     | Matt Moore, Marie Prevost, Myrna Loy           | Comedy       | Warner Bros.   |
| Chasing Trouble             | Milburn Morante     | Pete Morrison, Tom London                      | Western      | Universal      |
| The Checkered Flag          | John G. Adolfi      | Elaine Hammerstein, Wallace MacDonald          | Drama        | Independent    |
| The Cheerful Fraud          | William A. Seiter   | Reginald Denny, Gertrude Olmstead              | Comedy       | Universal      |
| Chip of the Flying U        | Lynn Reynolds       | Hoot Gibson, Virginia Brown Faire              | Western      | Universal      |
| Christine of the Big Tops   | Archie Mayo         | Pauline Garon, Cullen Landis                   | Romance      | Independent    |
| The City                    | Roy William Neill   | May Allison, Robert Frazer, Walter McGrail     | Drama        | Fox Film       |
| The Clinging Vine           | Paul Sloane         | Leatrice Joy, Tom Moore                        | Comedy       | PDC            |
| Code of the Northwest       | Frank S. Mattison   | Tom London, Shirley Palmer                     | Western      | Chesterfield   |
| The Cohens and Kellys       | Harry A. Pollard    | Charles Murray, Vera Gordon                    | Comedy       | Universal      |
| The College Boob            | Harry Garson        | Maurice Bennett Flynn, Jean Arthur             | Comedy       | FBO            |
| College Days                | Richard Thorpe      | Marceline Day, Charles Delaney                 | Comedy Drama | Tiffany        |
| Collegiate                  | Del Andrews         | Alberta Vaughn, Donald Keith                   | Comedy       | FBO            |
| The Combat                  | Lynn Reynolds       | House Peters, Wanda Hawley, Walter McGrail     | Western      | Universal      |
| Corporal Kate               | Paul Sloane         | Vera Reynolds, Julia Faye, Majel Coleman       | Comedy       | PDC            |
| The Count of Luxembourg     | Arthur Gregor       | George Walsh, Joan Meredith                    | Drama        | Independent    |
| The Country Beyond          | Irving Cummings     | Olive Borden, Ralph Graves, Gertrude Astor     | Drama        | Fox Film       |
| The Cowboy and the Countess | Roy William Neill   | Buck Jones, Helena D'Algy                      | Western      | Fox Film       |
| The Cowboy Cop              | Robert De Lacey     | Tom Tyler, Jean Arthur                         | Western      | FBO            |
| Crossed Signals             | J. P. McGowan       | Helen Holmes, Henry Victor                     | Action       | Rayart         |
| The Crown of Lies           | Dimitri Buchowetzki | Pola Negri, Noah Beery                         | Drama        | Paramount      |
| Cruise of the Jasper B      | James W. Horne      | Rod La Rocque, Mildred Harris, Snitz Edwards   | Comedy       | PDC            |

## D
| Titlu                   | Regizor(i)                    | Distribuția                                              | Gen             | Note           |
| ----------------------- | ----------------------------- | -------------------------------------------------------- | --------------- | -------------- |
| Dance Madness           | Robert Z. Leonard             | Conrad Nagel, Claire Windsor, Hedda Hopper               | Comedy          | MGM            |
| The Dancer of Paris     | Alfred Santell                | Conway Tearle, Dorothy Mackaill                          | Drama           | First National |
| Dancing Mothers         | Herbert Brenon                | Alice Joyce, Conway Tearle, Clara Bow                    | Drama           | Paramount      |
| The Danger Girl         | Edward Dillon                 | Priscilla Dean, John Bowers, Gustav von Seyffertitz      | Drama           | PDC            |
| Danger Quest            | Harry Joe Brown               | Reed Howes, Ethel Shannon                                | Action          | Rayart         |
| The Dangerous Dub       | Richard Thorpe                | Buddy Roosevelt, Peggy Montgomery                        | Western         | Independent    |
| The Dangerous Dude      | Harry Joe Brown               | Reed Howes, Dorothy Dwan                                 | Action          | Rayart         |
| Dangerous Traffic       | Bennett Cohen                 | Ralph Bushman, Mildred Harris, Tom London                | Drama           | Independent    |
| The Dead Line           | Jack Nelson                   | Bob Custer, Robert McKim                                 | Western         | FBO            |
| The Demon               | Clifford Smith                | Jack Hoxie, Lola Todd                                    | Western         | Universal      |
| Desert Gold             | George B. Seitz               | Neil Hamilton, Shirley Mason                             | Western         | Paramount      |
| The Desert's Toll       | Clifford Smith                | Francis McDonald, Kathleen Key, Anna May Wong            | Western         | MGM            |
| Desert Valley           | Scott R. Dunlap               | Buck Jones, Virginia Brown Faire, Malcolm Waite          | Western         | Fox Film       |
| The Desperate Game      | Joseph Franz, Milburn Morante | Pete Morrison, Lew Meehan                                | Western         | Universal      |
| The Devil's Circus      | Benjamin Christensen          | Norma Shearer, Charles Emmett Mack, Carmel Myers         | Drama           | MGM            |
| The Devil Horse         | Fred Jackman                  | Yakima Canutt, Gladys McConnell                          | Western         | Pathé Exchange |
| The Devil's Gulch       | Jack Nelson                   | Bob Custer, Hazel Deane                                  | Western         | FBO            |
| Devil's Island          | Frank O'Connor                | Pauline Frederick, Marian Nixon                          | Drama           | Independent    |
| The Dice Woman          | Edward Dillon                 | Priscilla Dean, John Bowers, Gustav von Seyffertitz      | Adventure       | PDC            |
| Diplomacy               | Marshall Neilan               | Blanche Sweet, Neil Hamilton,Arlette Marchal             | Mystery         | Paramount      |
| The Dixie Flyer         | Charles J. Hunt               | Cullen Landis, Eva Novak                                 | Action          | Rayart         |
| The Dixie Merchant      | Frank Borzage                 | Jack Mulhall, Madge Bellamy                              | Drama           | Fox Film       |
| Don Juan                | Alan Crosland                 | John Barrymore, Mary Astor, Warner Oland, Estelle Taylor | Adventure       | Warner Bros.   |
| Don Juan's Three Nights | John Francis Dillon           | Lewis Stone, Shirley Mason                               | Romance         | First National |
| Double Daring           | Richard Thorpe                | Hal Taliaferro, Jean Arthur                              | Western         | Independent    |
| Doubling with Danger    | Scott R. Dunlap               | Richard Talmadge, Ena Gregory, Joseph W. Girard          | Mystery         | FBO            |
| Driftin' Thru           | Scott R. Dunlap               | Harry Carey, Stanton Heck                                | Western         | Pathé Exchange |
| The Duchess of Buffalo  | Sidney Franklin               | Constance Talmadge, Tullio Carminati                     | Romantic comedy | First National |
| The Dude Cowboy         | Jack Nelson                   | Bob Custer, Howard Truesdale                             | Western         | FBO            |
| Deuce High              | Richard Thorpe                | Jay Wilsey, Alma Rayford                                 | Western         | Independent    |

## E
| Titlu                | Regizor(i)                       | Distribuția                                  | Gen        | Note           |
| -------------------- | -------------------------------- | -------------------------------------------- | ---------- | -------------- |
| The Eagle of the Sea | Frank Lloyd                      | Florence Vidor, Ricardo Cortez               | Historical | Paramount      |
| Early to Wed         | Frank Borzage                    | Matt Moore, Katherine Perry, Albert Gran     | Comedy     | Fox Film       |
| The Earth Woman      | Walter Lang                      | Mary Alden, Priscilla Bonner                 | Drama      | Independent    |
| Ella Cinders         | Alfred E. Green                  | Colleen Moore, Lloyd Hughes                  | Comedy     | First National |
| The Enchanted Hill   | Irvin Willat                     | Jack Holt, Florence Vidor, Mary Brian        | Western    | Paramount      |
| The Escape           | Milburn Morante                  | Pete Morrison, Bruce Gordon                  | Western    | Universal      |
| Everybody's Acting   | Marshall Neilan                  | Betty Bronson, Ford Sterling, Louise Dresser | Drama      | Paramount      |
| Eve's Leaves         | Paul Sloane                      | Leatrice Joy, William Boyd                   | Comedy     | PDC            |
| Exclusive Rights     | Frank O'Connor                   | Gayne Whitman, Lillian Rich, Gaston Glass    | Crime      | Independent    |
| Exit Smiling         | Sam Taylor                       | Beatrice Lillie, Jack Pickford, Doris Lloyd  | Comedy     | MGM            |
| The Exquisite Sinner | Joseph von Sternberg, Phil Rosen | Conrad Nagel, Renee Adoree                   | Drama      | MGM            |

## F
| Titlu                   | Regizor(i)          | Distribuția                                           | Gen             | Note           |
| ----------------------- | ------------------- | ----------------------------------------------------- | --------------- | -------------- |
| The False Alarm         | Frank O'Connor      | Ralph Lewis, Dorothy Revier                           | Drama           | Columbia       |
| The Family Upstairs     | John G. Blystone    | Virginia Valli, J. Farrell MacDonald                  | Comedy          | Fox Film       |
| The Far Cry             | Silvano Balboni     | Blanche Sweet, Jack Mulhall                           | Drama           | First National |
| Fascinating Youth       | Sam Wood            | Charles "Buddy" Rogers, Thelma Todd                   | Comedy          | Paramount      |
| Fifth Avenue            | Robert G. Vignola   | Marguerite De La Motte, Allan Forrest, Louise Dresser | Drama           | PDC            |
| Fig Leaves              | Howard Hawks        | George O'Brien, Olive Borden                          | Comedy          | Fox Film       |
| The Fighting Boob       | Jack Nelson         | Bob Custer, Joan Meredith                             | Western         | FBO            |
| The Fighting Buckaroo   | Roy William Neill   | Buck Jones, Sally Long                                | Western         | Fox Film       |
| The Fighting Cheat      | Richard Thorpe      | Hal Taliaferro, Jean Arthur                           | Western         | Independent    |
| The Fighting Edge       | Henry Lehrman       | Kenneth Harlan, Patsy Ruth Miller                     | Action          | Warner Bros.   |
| The Fighting Peacemaker | Clifford Smith      | Jack Hoxie, Lola Todd                                 | Western         | Universal      |
| Fine Manners            | Richard Rosson      | Gloria Swanson, Eugene O'Brien                        | Comedy          | Paramount      |
| The Fire Brigade        | William Nigh        | May McAvoy, Charles Ray, Holmes Herbert               | Drama           | MGM            |
| The First Year          | Frank Borzage       | Matt Moore, Katherine Perry                           | Comedy          | Fox Film       |
| Flame of the Argentine  | Edward Dillon       | Evelyn Brent, Orville Caldwell                        | Action          | FBO            |
| The Flame of the Yukon  | George Melford      | Seena Owen, Matthew Betz                              | Adventure       | PDC            |
| The Flaming Forest      | Reginald Barker     | Antonio Moreno, Renée Adorée                          | Drama           | MGM            |
| The Flaming Frontier    | Edward Sedgwick     | Hoot Gibson, Anne Cornwall, Dustin Farnum             | Western         | Universal      |
| Flaming Fury            | James P. Hogan      | Charles Delaney, Boris Karloff                        | Drama           | FBO            |
| Flashing Fangs          | Henry McCarty       | Lotus Thompson, Eddy Chandler                         | Action          | FBO            |
| Flesh and the Devil     | Clarence Brown      | John Gilbert, Greta Garbo                             | Melodrama       | MGM            |
| The Flying Horseman     | Orville O. Dull     | Buck Jones, Gladys McConnell                          | Western         | Fox Film       |
| The Flying Mail         | Noel M. Smith       | Joseph W. Girard, Kathleen Myers                      | Action          | Independent    |
| Fools of Fashion        | James C. McKay      | Mae Busch, Marceline Day                              | Comedy          | Tiffany        |
| Footloose Widows        | Roy Del Ruth        | Louise Fazenda, Jacqueline Logan                      | Comedy          | Warner Bros.   |
| For Alimony Only        | William C. de Mille | Leatrice Joy, Clive Brook, Lilyan Tashman             | Drama           | PDC            |
| For Heaven's Sake       | Sam Taylor          | Harold Lloyd, Jobyna Ralston                          | Comedy          | Paramount      |
| For Wives Only          | Victor Heerman      | Marie Prevost, Victor Varconi, Charles K. Gerrard     | Comedy          | PDC            |
| Forbidden Waters        | Alan Hale           | Priscilla Dean, Walter McGrail                        | Comedy          | PDC            |
| Forever After           | F. Harmon Weight    | Lloyd Hughes, Mary Astor                              | Drama           | First National |
| Forlorn River           | John Waters         | Jack Holt, Raymond Hatton, Arlette Marchal            | Adventure       | Paramount      |
| French Dressing         | Allan Dwan          | H. B. Warner, Clive Brook, Lois Wilson                | Romantic comedy | First National |
| The Frontier Trail      | Scott R. Dunlap     | Harry Carey, Mabel Julienne Scott                     | Western         | Pathé Exchange |

## G
| Titlu                            | Regizor(i)                    | Distribuția                                   | Gen     | Note           |
| -------------------------------- | ----------------------------- | --------------------------------------------- | ------- | -------------- |
| The Gallant Fool                 | Duke Worne                    | Billy Sullivan, Hazel Deane, Ruth Royce       | Romance | Rayart         |
| The Gay Deceiver                 | John M. Stahl                 | Lew Cody, Marceline Day                       | Comedy  | MGM            |
| The General                      | Clyde Bruckman, Buster Keaton | Buster Keaton, Marion Mack                    | Comedy  | United Artists |
| The Gentle Cyclone               | W. S. Van Dyke                | Buck Jones, Will Walling                      | Comedy  | Fox Film       |
| Gigolo                           | William K. Howard             | Rod La Rocque, Jobyna Ralston, Louise Dresser | Drama   | PDC            |
| The Gilded Butterfly             | John Griffith Wray            | Alma Rubens, Bert Lytell, Huntley Gordon      | Drama   | Fox Film       |
| The Gilded Highway               | J. Stuart Blackton            | Dorothy Devore, John Harron, Myrna Loy        | Drama   | Warner Bros.   |
| The Girl from Montmartre         | Alfred E. Green               | Barbara LaMarr, Lewis Stone                   | Romance | First National |
| Glenister of the Mounted         | Harry Garson                  | Maurice 'Lefty' Flynn, Bess Flowers           | Western | FBO            |
| God Gave Me Twenty Cents         | Herbert Brenon                | Lois Moran, Lya De Putti, Jack Mulhall        | Drama   | Paramount      |
| Going Crooked                    | George Melford                | Bessie Love, Gustav von Seyffertitz           | Drama   | Fox Film       |
| Going the Limit                  | Chester Withey                | George O'Hara, Sally Long                     | Comedy  | FBO            |
| Good and Naughty                 | Malcolm St. Clair             | Pola Negri, Tom Moore, Stuart Holmes          | Comedy  | Paramount      |
| The Grand Duchess and the Waiter | Malcolm St. Clair             | Florence Vidor, Adolphe Menjou                | Comedy  | Paramount      |
| The Great Deception              | Howard Higgin                 | Ben Lyon, Aileen Pringle, Basil Rathbone      | Drama   | First National |
| The Great Gatsby                 | Herbert Brenon                | Warner Baxter, Neil Hamilton                  | Drama   | Paramount      |
| The Great K & A Train Robbery    | Lewis Seiler                  | Tom Mix, Dorothy Dwan                         | Western | Fox Film       |
| The Greater Glory                | Curt Rehfeld                  | Conway Tearle, Anna Q. Nilsson, May Allison   | Drama   | First National |
| The Grey Devil                   | Bennett Cohen                 | Jack Perrin, Tom London                       | Western | Rayart         |

## H
| Titlu                     | Regizor(i)                  | Distribuția                                         | Gen       | Note           |
| ------------------------- | --------------------------- | --------------------------------------------------- | --------- | -------------- |
| Hair-Trigger Baxter       | Jack Nelson                 | Bob Custer, Eugenia Gilbert                         | Western   | FBO            |
| Hands Across the Border   | David Kirkland              | Fred Thomson, Bess Flowers                          | Western   | RBO            |
| Hands Up!                 | Clarence Badger             | Raymond Griffith, Virginia Lee Corbin, Marian Nixon | Comedy    | Paramount      |
| Hard Boiled               | John G. Blystone            | Tom Mix, Helene Chadwick                            | Western   | Fox Film       |
| Hearts and Fists          | Lloyd Ingraham              | John Bowers, Marguerite De La Motte, Alan Hale      | Drama     | Independent    |
| Hearts and Spangles       | Frank O'Connor              | Wanda Hawley, Robert Gordon                         | Drama     | Independent    |
| Hell-Bent for Heaven      | J. Stuart Blackton          | Patsy Ruth Miller, John Harron                      | Drama     | Warner Bros.   |
| Hell's Four Hundred       | John Griffith Wray          | Harrison Ford, Marceline Day                        | Drama     | Fox Film       |
| Her Big Night             | Melville W. Brown           | Laura La Plante, Einar Hanson, Zasu Pitts           | Comedy    | Universal      |
| Her Honor, the Governor   | Chester Withey              | Pauline Frederick, Carroll Nye, Tom Santschi        | Drama     | FBO            |
| Her Man o' War            | Frank Urson                 | Jetta Goudal, William Boyd                          | Drama     | PDC            |
| Her Second Chance         | Lambert Hillyer             | Anna Q. Nilsson, Huntley Gordon                     | Drama     | First National |
| A Hero of the Big Snows   | Herman C. Raymaker          | Rin Tin Tin, Alice Calhoun                          | Adventure | Warner Bros.   |
| The Hidden Way            | Joseph De Grasse            | Mary Carr, Gloria Grey, Tom Santschi                | Crime     | Independent    |
| The High Flyer            | Harry Joe Brown             | Reed Howes, Ethel Shannon                           | Action    | Rayart         |
| High Steppers             | Edwin Carewe                | Mary Astor, Lloyd Hughes, Dolores del Río           | Drama     | First National |
| The Highbinders           | George Terwilliger          | Marjorie Daw, George Hackathorne                    | Drama     | Independent    |
| His Jazz Bride            | Herman C. Raymaker          | Marie Prevost, Matt Moore                           | Drama     | Warner Bros.   |
| His New York Wife         | Albert H. Kelley            | Alice Day, Theodore von Eltz, Ethel Clayton         | Drama     | Independent    |
| Hold That Lion            | William Beaudine            | Douglas MacLean, Walter Hiers, Constance Howard     | Comedy    | Paramount      |
| Honesty - The Best Policy | Chester Bennett, Albert Ray | Rockliffe Fellowes, Pauline Starke, Johnnie Walker  | Comedy    | Fox Film       |
| The Honeymoon Express     | James Flood                 | Willard Louis, Irene Rich, Helene Costello          | Drama     | Warner Bros.   |

## I
| Titlu                   | Regizor(i)           | Distribuția                    | Gen             | Note           |
| ----------------------- | -------------------- | ------------------------------ | --------------- | -------------- |
| The Ice Flood           | George B. Seitz      | Kenneth Harlan, Viola Dana     | Drama           | Universal      |
| The Impostor            | Chester Withey       | Evelyn Brent, Carroll Nye      | Crime           | FBO            |
| Into Her Kingdom        | Svend Gade           | Corinne Griffith, Einar Hanson | Drama           | First National |
| Irene                   | Alfred E. Green      | Colleen Moore                  | Romantic comedy | First National |
| Is That Nice?           | Del Andrews          | George O'Hara, Doris Hill      | Comedy          | FBO            |
| The Isle of Retribution | James P. Hogan       | Lillian Rich, Victor McLaglen  | Adventure       | FBO            |
| It Must Be Love         | Alfred E. Green      | Colleen Moore, Jean Hersholt   | Comedy          | First National |
| It's the Old Army Game  | A. Edward Sutherland | W. C. Fields, Louise Brooks    | Comedy          | Paramount      |

## J
| Titlu               | Regizor(i)         | Distribuția                                   | Gen     | Note           |
| ------------------- | ------------------ | --------------------------------------------- | ------- | -------------- |
| The Jade Cup        | Frank Hall Crane   | Evelyn Brent, Jack Luden                      | Mystery | FBO            |
| The Jazz Girl       | Howard M. Mitchell | Gaston Glass, Edith Roberts                   | Drama   | Independent    |
| Jim, the Conqueror  | George B. Seitz    | William Boyd, Elinor Fair                     | Western | PDC            |
| The Johnstown Flood | Irving Cummings    | George O'Brien, Janet Gaynor                  | Drama   | Fox Film       |
| Josselyn's Wife     | Richard Thorpe     | Pauline Frederick, Holmes Herbert             | Crime   | Tiffany        |
| Just Another Blonde | Alfred Santell     | Dorothy Mackaill, Jack Mulhall, Louise Brooks | Comedy  | First National |
| Just Suppose        | Kenneth Webb       | Richard Barthelmess, Lois Moran, Henry Vibart | Drama   | First National |

## K
| Titlu                | Regizor(i)          | Distribuția                                      | Gen             | Note           |
| -------------------- | ------------------- | ------------------------------------------------ | --------------- | -------------- |
| Kentucky Handicap    | Harry Joe Brown     | Reed Howes, Alice Calhoun                        | Action          | Rayart         |
| The Kick-Off         | Wesley Ruggles      | George Walsh, Leila Hyams                        | Drama           | Independent    |
| Kid Boots            | Frank Tuttle        | Eddie Cantor, Clara Bow, Billie Dove             | Comedy          | Paramount      |
| Kiki                 | Clarence Brown      | Norma Talmadge, Ronald Colman                    | Romantic comedy | First National |
| King of the Saddle   | William James Craft | Bill Cody, Billy Franey                          | Western         | Independent    |
| The King of the Turf | James P. Hogan      | George Irving, Patsy Ruth Miller, Kenneth Harlan | Drama           | FBO            |
| Kosher Kitty Kelly   | James W. Horne      | Viola Dana, Tom Forman                           | Comedy          | FBO            |

## L
| Titlu                       | Regizor(i)            | Distribuția                                      | Gen          | Note           |
| --------------------------- | --------------------- | ------------------------------------------------ | ------------ | -------------- |
| Laddie                      | James Leo Meehan      | John Bowers, Bess Flowers, Theodore von Eltz     | Drama        | FBO            |
| Ladies at Play              | Alfred E. Green       | Doris Kenyon, Lloyd Hughes                       | Comedy       | First National |
| The Lady from Hell          | Stuart Paton          | Roy Stewart, Blanche Sweet, Ralph Lewis          | Western      | Independent    |
| Ladies of Leisure           | Tom Buckingham        | Elaine Hammerstein, Robert Ellis                 | Drama        | Columbia       |
| The Lady of the Harem       | Raoul Walsh           | Ernest Torrence, Greta Nissen, Louise Fazenda    | Adventure    | Paramount      |
| The Last Alarm              | Oscar Apfel           | Rex Lease, Wanda Hawley                          | Drama        | Rayart         |
| The Last Chance             | Horace B. Carpenter   | Bill Patton, Merrill McCormick                   | Western      | Chesterfield   |
| The Last Frontier           | George B. Seitz       | William Boyd, Marguerite De La Motte, Jack Hoxie | Western      | PDC            |
| Lazy Lightning              | William Wyler         | Art Acord, Fay Wray                              | Western      | Universal      |
| Let's Get Married           | Gregory La Cava       | Richard Dix, Lois Wilson                         | Comedy       | Paramount      |
| Lew Tyler's Wives           | Harley Knoles         | Frank Mayo, Ruth Clifford, Hedda Hopper          | Drama        | Independent    |
| The Lily                    | Victor Schertzinger   | Belle Bennett, Ian Keith                         | Drama        | Fox Film       |
| The Little Firebrand        | Charles Hutchison     | George Fawcett, Lou Tellegen                     | Comedy       | Pathé Exchange |
| The Little Giant            | William Nigh          | Glenn Hunter, Edna Murphy                        | Comedy       | Universal      |
| The Little Irish Girl       | Roy Del Ruth          | Dolores Costello, John Harron                    | Romance      | Warner Bros.   |
| The Lodge in the Wilderness | Henry McCarty         | Anita Stewart, Edmund Burns                      | Drama        | Tiffany        |
| Lone Hand Saunders          | B. Reeves Eason       | Fred Thomson, Bess Flowers                       | Western      | FBO            |
| The Lone Wolf Returns       | Ralph Ince            | Bert Lytell, Billie Dove, Gustav von Seyffertitz | Mystery      | Columbia       |
| Looking for Trouble         | Robert North Bradbury | Jack Hoxie, Marceline Day                        | Western      | Universal      |
| Lost at Sea                 | Louis J. Gasnier      | Huntley Gordon, Lowell Sherman, Jane Novak       | Drama        | Tiffany        |
| Love 'Em and Leave 'Em      | Frank Tuttle          | Evelyn Brent, Lawrence Gray, Louise Brooks       | Comedy       | Paramount      |
| The Love Thief              | John McDermott        | Norman Kerry, Greta Nissen, Nigel Barrie         | Romance      | Universal      |
| The Love Toy                | Erle C. Kenton        | Lowell Sherman, Jane Winton                      | Comedy       | Warner Bros.   |
| Love's Blindness            | John Francis Dillon   | Pauline Starke, Antonio Moreno, Lilyan Tashman   | Drama        | MGM            |
| The Loves of Ricardo        | George Beban          | George Beban, Monte Collins, Jane Starr          | Drama        | FBO            |
| Lovey Mary                  | King Baggot           | Bessie Love, William Haines, Mary Alden          | Comedy drama | MGM            |
| The Lucky Lady              | Raoul Walsh           | Greta Nissen, Lionel Barrymore                   | Comedy       | Paramount      |

## M
| Titlu                    | Regizor(i)                    | Distribuția                                     | Gen             | Note           |
| ------------------------ | ----------------------------- | ----------------------------------------------- | --------------- | -------------- |
| Mademoiselle Modiste     | Robert Z. Leonard             | Corinne Griffith, Norman Kerry                  | Romance         | First National |
| Made for Love            | Paul Sloane                   | Leatrice Joy, Edmund Burns                      | Drama           | PDC            |
| The Magician             | Rex Ingram                    | Alice Terry, Paul Wegener                       | Horror          | MGM            |
| A Man Four-Square        | Roy William Neill             | Buck Jones, Harry Woods                         | Western         | Fox Film       |
| The Man from Oklahoma    | Harry S. Webb                 | Jack Perrin, Josephine Hill                     | Western         | Rayart         |
| The Man from the West    | Albert S. Rogell              | Art Acord, Eugenia Gilbert                      | Western         | Universal      |
| The Man in the Saddle    | Lynn Reynolds, Clifford Smith | Hoot Gibson, Fay Wray                           | Western         | Universal      |
| A Man of Quality         | Wesley Ruggles                | George Walsh, Ruth Dwyer, Brian Donlevy         | Crime           | Independent    |
| Man of the Forest        | John Waters                   | Jack Holt, Georgia Hale                         | Western         | Paramount      |
| The Man Upstairs         | Roy Del Ruth                  | Monte Blue, Dorothy Devore                      | Comedy          | Warner Bros.   |
| Mantrap                  | Victor Fleming                | Clara Bow, Percy Marmont, Ernest Torrence       | Romantic comedy | Paramount      |
| The Man Upstairs         | Roy Del Ruth                  | Monte Blue, Dorothy Devore, Helen Dunbar        | Comedy          | Warner Bros.   |
| Mare Nostrum             | Rex Ingram                    | Antonio Moreno, Alice Terry                     | Spy             | MGM            |
| The Marriage Clause      | Lois Weber                    | Francis X. Bushman, Billie Dove, Warner Oland   | Drama           | Universal      |
| Marriage License?        | Frank Borzage                 | Alma Rubens, Walter McGrail, Walter Pidgeon     | Drama           | Fox Film       |
| The Masquerade Bandit    | Robert De Lacey               | Tom Tyler, Dorothy Dunbar, Ethan Laidlaw        | Action          | FBO            |
| Meet the Prince          | Joseph Henabery               | Joseph Schildkraut, Marguerite De La Motte      | Comedy          | PDC            |
| Memory Lane              | John M. Stahl                 | Eleanor Boardman, Conrad Nagel                  | Comedy          | First National |
| Men of Steel             | George Archainbaud            | Milton Sills, Doris Kenyon, May Allison         | Drama           | First National |
| The Merry Cavalier       | Noel M. Smith                 | Richard Talmadge, Charlotte Stevens             | Drama           | FBO            |
| The Midnight Kiss        | Irving Cummings               | Janet Gaynor, Doris Lloyd                       | Comedy          | Fox Film       |
| The Midnight Limited     | Oscar Apfel                   | Gaston Glass, Wanda Hawley, Ashton Dearholt     | Action          | Rayart         |
| Midnight Lovers          | John Francis Dillon           | Lewis Stone, Anna Q. Nilsson                    | Comedy          | First National |
| The Midnight Message     | Paul Hurst                    | Wanda Hawley, Mary Carr                         | Drama           | Independent    |
| The Midnight Sun         | Dimitri Buchowetzki           | Laura La Plante, Pat O'Malley, Michael Vavitch  | Drama           | Universal      |
| Mike                     | Marshall Neilan               | Sally O'Neil, William Haines                    | Drama           | MGM            |
| Millionaires             | Herman C. Raymaker            | Louise Fazenda, Vera Gordon                     | Comedy          | Warner Bros.   |
| The Miracle of Life      | Stanner E.V. Taylor           | Percy Marmont, Mae Busch, Nita Naldi            | Drama           | Independent    |
| Mismates                 | Charles Brabin                | Doris Kenyon, Warner Baxter                     | Drama           | First National |
| Miss Brewster's Millions | Clarence G. Badger            | Bebe Daniels, Warner Baxter, Ford Sterling      | Comedy          | Paramount      |
| Miss Nobody              | Lambert Hillyer               | Anna Q. Nilsson, Walter Pidgeon, Louise Fazenda | Drama           | First National |
| Money Talks              | Archie Mayo                   | Claire Windsor, Owen Moore                      | Comedy          | MGM            |
| Monte Carlo              | Christy Cabanne               | Lew Cody, Gertrude Olmstead                     | Comedy          | MGM            |
| Moran of the Mounted     | Harry Joe Brown               | Reed Howes, Sheldon Lewis                       | Western         | Rayart         |
| More Pay, Less Work      | Albert Ray                    | Albert Gran, Mary Brian, Charles "Buddy" Rogers | Comedy          | Fox Film       |
| Morganson's Finish       | Fred Windemere                | Anita Stewart, Johnnie Walker                   | Drama           | Tiffany        |
| Mulhall's Greatest Catch | Harry Garson                  | Maurice 'Lefty' Flynn, Henry Victor             | Drama           | FBO            |
| The Music Master         | Allan Dwan                    | Alec B. Francis, Lois Moran, Neil Hamilton      | Drama           | Fox Film       |
| My Official Wife         | Paul L. Stein                 | Irene Rich, Conway Tearle, Jane Winton          | Drama           | Warner Bros.   |
| My Old Dutch             | Laurence Trimble              | May McAvoy, Cullen Landis, Jean Hersholt        | Drama           | Universal      |
| My Own Pal               | John G. Blystone              | Tom Mix, Olive Borden, Tom Santschi             | Western         | Fox Film       |
| The Mystery Club         | Herbert Blaché                | Matt Moore, Edith Roberts                       | Mystery         | Universal      |

## N
| Titlu               | Regizor(i)         | Distribuția                            | Gen             | Note         |
| ------------------- | ------------------ | -------------------------------------- | --------------- | ------------ |
| The Nervous Wreck   | Scott Sidney       | Harrison Ford, Phyllis Haver           | Comedy          | PDC          |
| The New Klondike    | Lewis Milestone    | Thomas Meighan, Lila Lee               | Romantic comedy | Paramount    |
| The Night Cry       | Herman C. Raymaker | Rin Tin Tin, June Marlowe, John Harron | Drama           | Warner Bros. |
| The Night Owl       | Harry Joe Brown    | Reed Howes, Gladys Hulette             | Action          | Rayart       |
| The Night Patrol    | Noel M. Smith      | Richard Talmadge, Mary Carr            | Crime           | FBO          |
| No Man's Gold       | Lewis Seiler       | Tom Mix, Eva Novak                     | Western         | Fox Film     |
| The Non-Stop Flight | Emory Johnson      | Knute Erickson, Marcella Daly          | Action          | FBO          |

## O
| Titlu                  | Regizor(i)       | Distribuția                                    | Gen          | Note           |
| ---------------------- | ---------------- | ---------------------------------------------- | ------------ | -------------- |
| Obey the Law           | Alfred Raboch    | Bert Lytell, Edna Murphy                       | Drama        | Columbia       |
| Oh, Baby!              | Harley Knoles    | David Butler, Madge Kennedy, Creighton Hale    | Comedy drama | Universal      |
| Oh Billy, Behave       | Grover Jones     | Billy West, Charlotte Merriam, Lionel Belmore  | Comedy       | Rayart         |
| Oh! What a Nurse!      | Charles Reisner  | Sydney Chaplin, Patsy Ruth Miller              | Comedy       | Warner Bros.   |
| Old Ironsides          | James Cruze      | Charles Farrell, Esther Ralston, Wallace Beery | Adventure    | Paramount      |
| Old Loves and New      | Maurice Tourneur | Lewis Stone, Barbara Bedford, Walter Pidgeon   | Drama        | First National |
| The Old Soak           | Edward Sloman    | Jean Hersholt, June Marlowe, Gertrude Astor    | Drama        | Universal      |
| One Minute to Play     | Sam Wood         | Red Grange, Mary McAllister                    | Drama        | FBO            |
| One Punch O'Day        | Harry Joe Brown  | Billy Sullivan, Charlotte Merriam              | Action       | Rayart         |
| Other Women's Husbands | Erle C. Kenton   | Monte Blue, Marie Prevost, Phyllis Haver       | Comedy       | Warner Bros.   |
| Out of the Storm       | Louis J. Gasnier | Jacqueline Logan, Tyrone Power Sr              | Drama        | Tiffany        |
| Out of the West        | Robert De Lacey  | Tom Tyler, Ethan Laidlaw                       | Western      | FBO            |
| The Outlaw Express     | Leo D. Maloney   | Leo D. Maloney, Melbourne MacDowell            | Western      | Pathé Exchange |
| The Outsider           | Rowland V. Lee   | Jacqueline Logan, Walter Pidgeon Lou Tellegen  | Drama        | Fox Film       |

## P
| Titlu                     | Regizor(i)         | Distribuția                                              | Gen       | Note           |
| ------------------------- | ------------------ | -------------------------------------------------------- | --------- | -------------- |
| Padlocked                 | Allan Dwan         | Lois Moran, Noah Beery Sr., Louise Dresser               | Drama     | Paramount      |
| The Palace of Pleasure    | Emmett J. Flynn    | Betty Compson, Edmund Lowe                               | Drama     | Fox Film       |
| The Palm Beach Girl       | Erle C. Kenton     | Bebe Daniels, Lawrence Gray                              | Comedy    | Paramount      |
| Pals First                | Edwin Carewe       | Dolores del Río, Lloyd Hughes, Rita Carewe               | Comedy    | First National |
| Pals in Paradise          | George B. Seitz    | Rudolph Schildkraut, John Bowers, Marguerite De La Motte | Drama     | PDC            |
| Paradise                  | Irvin Willat       | Milton Sills, Betty Bronson, Noah Beery                  | Romance   | First National |
| Paris                     | Edmund Goulding    | Charles Ray, Joan Crawford                               | Drama     | MGM            |
| Paris at Midnight         | E. Mason Hopper    | Jetta Goudal, Lionel Barrymore, Mary Brian               | Drama     | PDC            |
| Partners Again            | Henry King         | George Sydney, Allan Forrest                             | Comedy    | United Artists |
| The Passionate Quest      | J. Stuart Blackton | May McAvoy, Willard Louis, Louise Fazenda                | Drama     | Warner Bros.   |
| The Patent Leather Pug    | Albert S. Rogell   | Billy Sullivan, Ruth Dwyer                               | Drama     | Rayart         |
| Perils of the Coast Guard | Oscar Apfel        | Cullen Landis, Dorothy Dwan                              | Adventure | Rayart         |
| The Phantom Bullet        | Clifford Smith     | Hoot Gibson, Eileen Percy                                | Western   | Universal      |
| Phantom Police            | Robert Dillon      | Herbert Rawlinson, Purnell Pratt                         | Action    | Rayart         |
| Pirates of the Sky        | Charles Andrews    | Wanda Hawley, Crauford Kent                              | Action    | Pathé Exchange |
| Pleasures of the Rich     | Louis J. Gasnier   | Helene Chadwick, Jack Mulhall, Hedda Hopper              | Drama     | Tiffany        |
| Poker Faces               | Harry A. Pollard   | Edward Everett Horton, Laura La Plante                   | Comedy    | Universal      |
| A Poor Girl's Romance     | F. Harmon Weight   | Creighton Hale, Gertrude Short                           | Drama     | FBO            |
| The Popular Sin           | Malcolm St. Clair  | Florence Vidor, Clive Brook, Greta Nissen                | Comedy    | Paramount      |
| The Prince of Pilsen      | Paul Powell        | Anita Stewart, Allan Forrest                             | Comedy    | PDC            |
| Prince of Tempters        | Lothar Mendes      | Lois Moran, Ben Lyon                                     | Romance   | First National |
| Prisoners of the Storm    | Lynn Reynolds      | House Peters, Peggy Montgomery, Walter McGrail           | Western   | Universal      |
| Private Izzy Murphy       | Lloyd Bacon        | Patsy Ruth Miller, George Jessel                         | Comedy    | Warner Bros.   |
| Prowlers of the Night     | Ernst Laemmle      | Fred Humes, Barbara Kent                                 | Drama     | Universal      |
| Puppets                   | George Archainbaud | Milton Sills, Gertrude Olmstead                          | Drama     | First National |

## Q
| Titlu            | Regizor(i)       | Distribuția                     | Gen    | Note      |
| ---------------- | ---------------- | ------------------------------- | ------ | --------- |
| The Quarterback  | Fred C. Newmeyer | Richard Dix, Esther Ralston     | Comedy | Paramount |
| Queen o'Diamonds | Chester Withey   | Evelyn Brent, Theodore von Eltz | Drama  | FBO       |

## R
| Titlu                            | Regizor(i)          | Distribuția                                                   | Gen       | Note           |
| -------------------------------- | ------------------- | ------------------------------------------------------------- | --------- | -------------- |
| Racing Romance                   | Harry Joe Brown     | Reed Howes, Virginia Brown Faire                              | Action    | Rayart         |
| Raggedy Rose                     | Richard Wallace     | Mabel Normand, Carl Miller, James Finlayson                   | Comedy    | Pathé Exchange |
| Rainbow Riley                    | Charles Hines       | Johnny Hines, Bradley Barker                                  | Comedy    | First National |
| The Rainmaker                    | Clarence G. Badger  | William Collier Jr., Georgia Hale, Ernest Torrence            | Drama     | Paramount      |
| Ranson's Folly                   | Sidney Olcott       | Richard Barthelmess, Dorothy Mackaill                         | Western   | First National |
| Rapid Fire Romance               | Harry Joe Brown     | Billy Sullivan, Marjorie Bonner                               | Action    | Rayart         |
| Rawhide                          | Richard Thorpe      | Jay Wilsey, Molly Malone                                      | Western   | Independent    |
| The Reckless Lady                | Howard Higgin       | Belle Bennett, Lois Moran                                     | Drama     | First National |
| Red Dice                         | William K. Howard   | Rod La Rocque, Marguerite De La Motte, Gustav von Seyffertitz | Crime     | PDC            |
| Red Hot Leather                  | Albert S. Rogell    | Jack Hoxie, Ena Gregory                                       | Western   | Universal      |
| Redheads Preferred               | Allen Dale          | Raymond Hitchcock, Marjorie Daw, Theodore von Eltz            | Comedy    | Tiffany        |
| A Regular Scout                  | David Kirkland      | Fred Thomson, Olive Hasbrouck                                 | Western   | FBO            |
| Remember                         | David Selman        | Dorothy Phillips, Lola Todd                                   | Drama     | Columbia       |
| The Return of Peter Grimm        | Victor Schertzinger | Alec B. Francis, Janet Gaynor                                 | Fantasy   | Fox Film       |
| The Ridin' Rascal                | Clifford Smith      | Art Acord, Olive Hasbrouck                                    | Western   | Universal      |
| Risky Business                   | Alan Hale           | Vera Reynolds, Ethel Clayton, Ward Crane                      | Comedy    | PDC            |
| The Road to Glory                | Howard Hawks        | May McAvoy, Leslie Fenton                                     | Drama     | Fox Film       |
| The Road to Mandalay             | Tod Browning        | Lon Chaney, Lois Moran, Owen Moore                            | Drama     | MGM            |
| The Roaring Rider                | Richard Thorpe      | Jay Wilsey, Jean Arthur                                       | Western   | Independent    |
| Rocking Moon                     | George Melford      | Lilyan Tashman, John Bowers                                   | Drama     | PDC            |
| Rolling Home                     | William A. Seiter   | Reginald Denny, Marian Nixon                                  | Comedy    | Universal      |
| The Romance of a Million Dollars | Tom Terriss         | Glenn Hunter, Alyce Mills, Gaston Glass                       | Drama     | Independent    |
| Rose of the Tenements            | Phil Rosen          | Shirley Mason, Johnny Harron                                  | Melodrama | FBO            |
| The Runaway                      | William C. deMille  | Clara Bow, Warner Baxter, William Powell                      | Drama     | Paramount      |
| The Runaway Express              | Edward Sedgwick     | Jack Dougherty, Blanche Mehaffey                              | Action    | Universal      |
| Rustlers' Ranch                  | Clifford Smith      | Art Acord, Olive Hasbrouck                                    | Western   | Universal      |
| Rustling for Cupid               | Irving Cummings     | George O'Brien, Anita Stewart                                 | Western   | Fox Film       |

## S
| Titlu                      | Regizor(i)          | Distribuția                                                  | Gen             | Note           |
| -------------------------- | ------------------- | ------------------------------------------------------------ | --------------- | -------------- |
| Sandy                      | Harry Beaumont      | Madge Bellamy, Leslie Fenton                                 | Drama           | Fox Film       |
| The Sap                    | Erle C. Kenton      | Kenneth Harlan, Heinie Conklin, Mary McAllister              | Comedy          | Warner Bros.   |
| The Savage                 | Fred C. Newmeyer    | Ben Lyon, May McAvoy                                         | Comedy          | First National |
| Say It Again               | Gregory La Cava     | Richard Dix, Alyce Mills, Chester Conklin                    | Comedy          | Paramount      |
| The Scarlet Letter         | Victor Sjöström     | Lillian Gish, Lars Hanson, Henry B. Walthall, Karl Dane      | Drama           | MGM            |
| The Scrappin' Kid          | Clifford Smith      | Art Acord, Edmund Cobb                                       | Western         | Universal      |
| The Sea Beast              | Millard Webb        | John Barrymore, Dolores Costello, George O'Hara              | Adventure       | Warner Bros.   |
| Sea Horses                 | Allan Dwan          | Jack Holt, Florence Vidor, William Powell                    | Drama           | Paramount      |
| The Sea Wolf               | Ralph Ince          | Claire Adams, Theodore von Eltz                              | Drama           | PDC            |
| Secret Orders              | Chester Withey      | Robert Frazer, Evelyn Brent                                  | Drama           | FBO            |
| Senor Daredevil            | Albert S. Rogell    | Ken Maynard, Dorothy Devore                                  | Western         | First National |
| The Set-Up                 | Clifford Smith      | Art Acord, Alta Allen                                        | Western         | Universal      |
| Shadow of the Law          | Wallace Worsley     | Clara Bow, Stuart Holmes                                     | Crime           | Independent    |
| Shameful Behavior?         | Albert H. Kelley    | Edith Roberts, Richard Tucker                                | Romance         | Independent    |
| The Shamrock Handicap      | John Ford           | Janet Gaynor, Leslie Fenton                                  | Romance         | Fox Film       |
| Shipwrecked                | Joseph Henabery     | Seena Owen, Joseph Schildkraut                               | Adventure       | PDC            |
| The Show-Off               | Malcolm St. Clair   | Ford Sterling, Louise Brooks                                 | Comedy          | Paramount      |
| Siberia                    | Victor Schertzinger | Alma Rubens, Edmund Lowe                                     | Drama           | Fox Film       |
| Silence                    | Rupert Julian       | Vera Reynolds, H.B. Warner, Raymond Hatton                   | Crime           | PDC            |
| The Silent Lover           | George Archainbaud  | Milton Sills, Natalie Kingston, Viola Dana                   | Adventure       | First National |
| Silken Shackles            | Walter Morosco      | Irene Rich, Huntley Gordon, Victor Varconi                   | Drama           | Warner Bros.   |
| The Silver Treasure        | Rowland V. Lee      | George O'Brien, Helena D'Algy                                | Adventure       | Fox Film       |
| Sin Cargo                  | Louis J. Gasnier    | Shirley Mason, Robert Frazer, Gertrude Astor                 | Drama           | Tiffany        |
| Sir Lumberjack             | Harry Garson        | Maurice 'Lefty' Flynn, Kathleen Myers                        | Drama           | FBO            |
| A Six Shootin' Romance     | Clifford Smith      | Jack Hoxie, Olive Hasbrouck, William Steele                  | Western         | Universal      |
| Skinner's Dress Suit       | William A. Seiter   | Reginald Denny, Laura La Plante                              | Comedy          | Universal      |
| The Skyrocket              | Marshall Neilan     | Gladys Brockwell, Owen Moore, Gladys Hulette                 | Romance         | Independent    |
| Sky High Corral            | Clifford Smith      | Art Acord, Marguerite Clayton                                | Western         | Universal      |
| The Smoke Eaters           | Charles Hutchison   | Cullen Landis, Wanda Hawley                                  | Action          | Rayart         |
| So This Is Paris           | Ernst Lubitsch      | Monte Blue, Patsy Ruth Miller, Myrna Loy                     | Comedy          | Warner Bros.   |
| A Social Celebrity         | Malcolm St. Clair   | Adolphe Menjou, Louise Brooks                                | Comedy          | Paramount      |
| The Social Highwayman      | William Beaudine    | Dorothy Devore, Montagu Love                                 | Comedy          | Warner Bros.   |
| Somebody's Mother          | Oscar Apfel         | Mary Carr, Rex Lease                                         | Crime           | Rayart         |
| The Son of the Sheik       | George Fitzmaurice  | Rudolph Valentino, Vilma Bánky, Montagu Love                 | Adventure       | United Artists |
| The Song and Dance Man     | Herbert Brenon      | Tom Moore, Bessie Love                                       | Comedy drama    | Paramount      |
| So's Your Old Man          | Gregory La Cava     | W. C. Fields, Alice Joyce                                    | Comedy          | Paramount      |
| The Sorrows of Satan       | D. W. Griffith      | Adolphe Menjou, Ricardo Cortez, Carol Dempster, Lya De Putti | Fantasy         | Paramount      |
| Spangles                   | Frank O'Connor      | Marian Nixon, Pat O'Malley                                   | Drama           | Universal      |
| Sparrows                   | William Beaudine    | Mary Pickford, Roy Stewart, Gustav von Seyffertitz           | Drama           | United Artists |
| Speed Cop                  | Duke Worne          | Billy Sullivan, Francis Ford                                 | Action          | Rayart         |
| Speed Crazed               | Duke Worne          | Billy Sullivan, Joseph W. Girard                             | Sports action   | Rayart         |
| The Speeding Venus         | Edward Dillon       | Priscilla Dean, Robert Frazer                                | Drama           | PDC            |
| Speedy Spurs               | Richard Thorpe      | Jay Wilsey, Alma Rayford                                     | Western         | Independent    |
| The Sporting Lover         | Alan Hale           | Conway Tearle, Barbara Bedford, Ward Crane                   | Sports          | First National |
| Stepping Along             | Charles Hines       | Johnny Hines, Mary Brian                                     | Comedy          | First National |
| Stick to Your Story        | Harry Joe Brown     | Billy Sullivan, Bruce Gordon                                 | Action          | Rayart         |
| The Still Alarm            | Edward Laemmle      | Helene Chadwick, William Russell, Richard Travers            | Drama           | Universal      |
| The Stolen Ranch           | William Wyler       | Fred Humes, Louise Lorraine                                  | Western         | Universal      |
| Stop, Look and Listen      | Larry Semon         | Dorothy Dwan, Mary Carr, Oliver Hardy                        | Comedy          | Pathé Exchange |
| Stranded in Paris          | Arthur Rosson       | Bebe Daniels, Ford Sterling                                  | Comedy          | Paramount      |
| The Strong Man             | Frank Capra         | Harry Langdon, Priscilla Bonner, Gertrude Astor              | Comedy          | First National |
| Subway Sadie               | Alfred Santell      | Dorothy Mackaill, Jack Mulhall                               | Comedy          | First National |
| Summer Bachelors           | Allan Dwan          | Madge Bellamy, Allan Forrest                                 | Romantic comedy | Fox Film       |
| Sunny Side Up              | Donald Crisp        | Vera Reynolds, George K. Arthur                              | Comedy          | PDC            |
| Sunshine of Paradise Alley | Jack Nelson         | Barbara Bedford, Nigel Barrie                                | Romance         | Independent    |
| Sweet Daddies              | Alfred Santell      | George Sidney, Vera Gordon                                   | Comedy          | First National |
| Sweet Rosie O'Grady        | Frank R. Strayer    | Shirley Mason, Cullen Landis                                 | Comedy          | Columbia       |
| Syncopating Sue            | Richard Wallace     | Corinne Griffith, Tom Moore                                  | Comedy          | First National |

## T
| Titlu                     | Regizor(i)                  | Distribuția                                          | Gen          | Note           |
| ------------------------- | --------------------------- | ---------------------------------------------------- | ------------ | -------------- |
| Take It from Me           | William A. Seiter           | Reginald Denny, Blanche Mehaffey                     | Comedy       | Universal      |
| Tell It to the Marines    | George W. Hill              | Lon Chaney, William Haines, Eleanor Boardman         | Comedy       | MGM            |
| The Temptress             | Fred Niblo, Mauritz Stiller | Greta Garbo, Antonio Moreno                          | Drama        | MGM            |
| Tentacles of the North    | Louis Chaudet               | Gaston Glass, Alice Calhoun, Joseph W. Girard        | Adventure    | Rayart         |
| The Terror                | Clifford Smith              | Art Acord, Edmund Cobb                               | Western      | Universal      |
| The Test of Donald Norton | B. Reeves Eason             | George Walsh, Tyrone Power Sr, Eugenia Gilbert       | Western      | Independent    |
| The Texas Streak          | Lynn Reynolds               | Hoot Gibson, Blanche Mehaffey                        | Western      | Universal      |
| That Model from Paris     | Louis J. Gasnier            | Marceline Day, Bert Lytell                           | Comedy-Drama | Tiffany        |
| That's My Baby            | William Beaudine            | Douglas MacLean, Margaret Morris                     | Comedy       | Paramount      |
| There You Are!            | Edward Sedgwick             | Conrad Nagel, Edith Roberts                          | Comedy       | MGM            |
| The Third Degree          | Michael Curtiz              | Dolores Costello, Louise Dresser, Rockliffe Fellowes | Romance      | Warner Bros.   |
| Three Faces East          | Rupert Julian               | Jetta Goudal, Robert Ames, Clive Brook               | Spy drama    | PDC            |
| The Thrill Hunter         | Eugene De Rue               | William Haines, Kathryn McGuire, Alma Bennett        | Comedy       | Columbia       |
| Thrilling Youth           | Grover Jones                | Billy West, Gloria Grey                              | Comedy       | Rayart         |
| The Timid Terror          | Del Andrews                 | George O'Hara, Edith Yorke                           | Comedy       | FBO            |
| Tin Gods                  | Allan Dwan                  | Thomas Meighan, Renee Adoree, William Powell         | Drama        | Paramount      |
| Tin Hats                  | Edward Sedgwick             | Claire Windsor, Conrad Nagel                         | Comedy       | MGM            |
| Tom and His Pals          | Robert De Lacey             | Tom Tyler, Doris Hill                                | Action       | FBO            |
| Tony Runs Wild            | Tom Buckingham              | Tom Mix, Jacqueline Logan                            | Western      | Fox Film       |
| Too Much Money            | John Francis Dillon         | Lewis Stone, Anna Q. Nilsson                         | Comedy       | First National |
| Torrent                   | Monta Bell                  | Greta Garbo, Ricardo Cortez, Gertrude Olmstead       | Romance      | MGM            |
| The Tough Guy             | David Kirkland              | Fred Thomson, Lola Todd, Robert McKim                | Western      | FBO            |
| The Traffic Cop           | Harry Garson                | Maurice 'Lefty' Flynn, Nigel Barrie                  | Drama        | FBO            |
| Tramp, Tramp, Tramp       | Harry Edwards, Frank Capra  | Harry Langdon, Joan Crawford                         | Comedy       | First National |
| Transcontinental Limited  | Nat Ross                    | Johnnie Walker, Eugenia Gilbert                      | Adventure    | Independent    |
| A Trip to Chinatown       | Robert P. Kerr              | Earle Foxe, Anna May Wong                            | Comedy       | Fox Film       |
| Trooper 77                | Duke Worne                  | Herbert Rawlinson, Hazel Deane                       | Action       | Rayart         |
| Trumpin' Trouble          | Richard Thorpe              | Jay Wilsey, Alma Rayford                             | Western      | Independent    |
| The Trunk Mystery         | Frank Hall Crane            | Charles Hutchison, Alice Calhoun, Otto Lederer       | Mystery      | Pathé Exchange |
| The Truthful Sex          | Richard Thomas              | Mae Busch, Huntley Gordon                            | Comedy       | Columbia       |
| Twinkletoes               | Charles Brabin              | Colleen Moore, Kenneth Harlan                        | Romance      | First National |
| Twisted Triggers          | Richard Thorpe              | Hal Taliaferro, Jean Arthur                          | Western      | Independent    |
| Two Can Play              | Nat Ross                    | Allan Forrest, Clara Bow                             | Drama        | Independent    |
| The Two-Gun Man           | David Kirkland              | Fred Thomson, Olive Hasbrouck                        | Western      | FBO            |

## U
| Titlu                | Regizor(i)           | Distribuția                                                    | Gen     | Note           |
| -------------------- | -------------------- | -------------------------------------------------------------- | ------- | -------------- |
| Under Western Skies  | Edward Sedgwick      | Norman Kerry, Anne Cornwall, Ward Crane                        | Western | Universal      |
| The Unfair Sex       | Henri Diamant-Berger | Hope Hampton, Holbrook Blinn, Nita Naldi                       | Drama   | Independent    |
| The Unknown Cavalier | Albert S. Rogell     | Ken Maynard, Kathleen Collins, David Torrence                  | Western | First National |
| The Unknown Soldier  | Renaud Hoffman       | Charles Emmett Mack, Marguerite De La Motte, Henry B. Walthall | Drama   | PDC            |
| The Untamed Lady     | Frank Tuttle         | Gloria Swanson, Lawrence Gray                                  | Drama   | Paramount      |
| Up in Mabel's Room   | E. Mason Hopper      | Marie Prevost, Harrison Ford, Phyllis Haver                    | Comedy  | PDC            |
| Upstage              | Monta Bell           | Norma Shearer, Oscar Shaw, Dorothy Phillips                    | Romance | MGM            |

## V
| Titlu                 | Regizor(i)          | Distribuția                                 | Gen     | Note      |
| --------------------- | ------------------- | ------------------------------------------- | ------- | --------- |
| Valencia              | Dimitri Buchowetzki | Mae Murray, Lloyd Hughes                    | Romance | MGM       |
| The Valley of Bravery | Jack Nelson         | Bob Custer, Eugenia Gilbert                 | Western | FBO       |
| Volcano!              | William K. Howard   | Bebe Daniels, Ricardo Cortez, Wallace Beery | Drama   | Paramount |
| The Volga Boatman     | Cecil B. DeMille    | William Boyd, Elinor Fair                   | Drama   | PDC       |

## W
| Titlu                                       | Regizor(i)           | Distribuția                                                 | Gen              | Note           |
| ------------------------------------------- | -------------------- | ----------------------------------------------------------- | ---------------- | -------------- |
| The Waning Sex                              | Robert Z. Leonard    | Norma Shearer, Conrad Nagel                                 | Romantic comedy  | MGM            |
| War Paint                                   | W. S. Van Dyke       | Tim McCoy, Pauline Starke                                   | Western          | MGM            |
| Watch Your Wife                             | Svend Gade           | Virginia Valli, Pat O'Malley, Nat Carr                      | Comedy drama     | Universal      |
| We're in the Navy Now                       | A. Edward Sutherland | Wallace Beery, Raymond Hatton, Chester Conklin              | Comedy           | Paramount      |
| West of Broadway                            | Robert Thornby       | Priscilla Dean, Majel Coleman                               | Comedy           | PDC            |
| West of the Law                             | Ben F. Wilson        | Neva Gerber, Ashton Dearholt, Hal Walters                   | Western          | Rayart         |
| West of the Rainbow's End                   | Bennett Cohen        | Jack Perrin, Pauline Curley                                 | Western          | Rayart         |
| Western Pluck                               | Travers Vale         | Art Acord, Marceline Day                                    | Western          | Universal      |
| Wet Paint                                   | Arthur Rosson        | Raymond Griffith, Helene Costello, Bryant Washburn          | Comedy           | Paramount      |
| What Happened to Jones                      | William A. Seiter    | Reginald Denny, Marian Nixon                                | Comedy           | Universal      |
| What Price Glory?                           | Raoul Walsh          | Edmund Lowe, Victor McLaglen, Dolores del Río               | War              | Fox Film       |
| When Love Grows Cold                        | Harry O. Hoyt        | Natacha Rambova, Clive Brook                                | Drama            | FBO            |
| When the Wife's Away                        | Frank R. Strayer     | George K. Arthur, Dorothy Revier                            | Comedy           | Columbia       |
| While London Sleeps                         | Howard Bretherton    | Rin Tin Tin, Helene Costello                                | Action           | Warner Bros.   |
| Whispering Smith                            | George Melford       | H. B. Warner, Lillian Rich, John Bowers                     | Western          | PDC            |
| Whispering Wires                            | Albert Ray           | Anita Stewart, Edmund Burns                                 | Mystery          | Fox Film       |
| The White Black Sheep                       | Sidney Olcott        | Richard Barthelmess, Patsy Ruth Miller, Constance Howard    | Drama            | First National |
| White Mice                                  | Edward H. Griffith   | Jacqueline Logan, William Powell                            | Drama            | Independent    |
| The Whole Town's Talking                    | Edward Laemmle       | Edward Everett Horton, Virginia Lee Corbin, Trixie Friganza | Adventure comedy | Universal      |
| Why Girls Go Back Home                      | James Flood          | Patsy Ruth Miller, Clive Brook, Myrna Loy                   | Comedy           | Warner Bros.   |
| The Wild Horse Stampede                     | Clifford Smith       | Jack Hoxie, Fay Wray, Marin Sais                            | Western          | Universal      |
| Wild Oats Lane                              | Marshall Neilan      | Viola Dana, Robert Agnew                                    | Drama            | PDC            |
| Wild to Go                                  | Robert De Lacey      | Tom Tyler, Frankie Darro, Eugenia Gilbert                   | Western          | FBO            |
| The Wilderness Woman                        | Howard Higgin        | Aileen Pringle, Lowell Sherman, Henry Vibart                | Comedy           | First National |
| Wings of the Storm                          | John G. Blystone     | Virginia Brown Faire, Reed Howes                            | Drama            | Fox Film       |
| The Winner                                  | Harry Joe Brown      | Billy Sullivan, Lucille Hutton                              | Action           | Rayart         |
| The Winning of Barbara Worth                | Henry King           | Ronald Colman, Vilma Bánky, Gary Cooper                     | Western          | United Artists |
| Winning the Futurity                        | Scott R. Dunlap      | Cullen Landis, Clara Horton                                 | Drama            | Independent    |
| The Wise Guy                                | Frank Lloyd          | Mary Astor, Betty Compson                                   | Crime            | First National |
| With Davy Crockett at the Fall of the Alamo | Robert N. Bradbury   | Cullen Landis, Kathryn McGuire                              | Western          | Independent    |
| The Wolf Hunters                            | Stuart Paton         | Robert McKim, Virginia Brown Faire                          | Drama            | Rayart         |
| Wolves of the Desert                        | Ben F. Wilson        | Neva Gerber, Ashton Dearholt                                | Western          | Rayart         |
| A Woman of the Sea                          | Josef von Sternberg  | Edna Purviance, Raymond Bloomer                             | Drama            | United Artists |
| Womanpower                                  | Harry Beaumont       | Ralph Graves, Katherine Perry, Margaret Livingston          | Comedy           | Fox Film       |

## Y
| Titlu                | Regizor(i)         | Distribuția                                          | Gen            | Note      |
| -------------------- | ------------------ | ---------------------------------------------------- | -------------- | --------- |
| The Yankee Señor     | Emmett J. Flynn    | Tom Mix, Olive Borden                                | Western        | Fox Film  |
| The Yellow Back      | Del Andrews        | Lotus Thompson, Claude Payton                        | Western        | Universal |
| Yellow Fingers       | Emmett J. Flynn    | Olive Borden, Ralph Ince, Claire Adams               | Drama          | Fox Film  |
| You Never Know Women | William A. Wellman | Florence Vidor, Lowell Sherman, Clive Brook          | Romance        | Paramount |
| You'd Be Surprised   | Arthur Rosson      | Raymond Griffith, Dorothy Sebastian                  | Mystery comedy | Paramount |
| Young April          | Donald Crisp       | Joseph Schildkraut, Rudolph Schildkraut, Bessie Love | Romance        | PDC       |

## Scurtmetraje
| Titlu              | Regizor(i)     | Distribuția                                                | Gen    | Note |
| ------------------ | -------------- | ---------------------------------------------------------- | ------ | ---- |
| Fool's Luck        | Fatty Arbuckle | Lupino Lane, George Davis                                  | Comedy |      |
| His Private Life   | Fatty Arbuckle | Lupino Lane, George Davis, Glen Cavender, Wallace Lupino   | Comedy |      |
| Home Cured         | Fatty Arbuckle | Johnny Arthur, Virginia Vance, George Davis, Glen Cavender | Comedy |      |
| Madame Mystery     | Stan Laurel    | Theda Bara, Oliver Hardy, James Finlayson                  | Comedy |      |
| My Stars           | Fatty Arbuckle | Johnny Arthur, Florence Lee                                | Comedy |      |
| One Sunday Morning | Fatty Arbuckle | Lloyd Hamilton, Estelle Bradley, Stanley Blystone          | Comedy |      |